# 岩手太郎
岩手 太郎（いわて たろう、1948年7月21日 - 2018年12月26日）は、日本の俳優。宮城県出身。身長は164cm。ケイエムシネマ企画所属。

## 出演

### 映画
- 図書館戦争（佐藤信介監督） - 老人役
- 踊る大捜査線 THE FINAL 新たなる希望（本広克行監督） - 酔っ払いの老人役
- テルマエ・ロマエ（武内英樹監督） - 最上役
- テルマエ・ロマエII（武内英樹監督） - 最上役
- ALWAYS 三丁目の夕日'64（山崎貴監督）
- SPACE BATTLESHIP ヤマト（山崎貴監督）
- ALWAYS 続・三丁目の夕日（山崎貴監督）
- アダン、孤高の日本画家・田中一村（五十嵐匠監督）
- 下妻物語（中島哲也監督）
- 六月の蛇（塚本晋也監督）
- ラヴァーズ・キス（及川中監督）
- ALWAYS 三丁目の夕日（山崎貴監督）
- ウォーターボーイズ（矢口史靖監督）
- リトル・フォレスト（森淳一監督）

### テレビドラマ
- あまちゃん第8話（井上剛監督） - 当時の組合長 役
- ネオ・ウルトラQ第2話（田口清隆監督） - 銭湯の主人 役
- 梅ちゃん先生結婚できない男と女SP（木村隆文監督） - 患者 役
- 守護神・ボディーガード 進藤輝（松田礼人監督・TBS・2012年6月11日） - 学校の用務員 役
- 罪と罰第6話
- 神様の女房第2話 - 質屋の番頭 役
- 龍馬伝第5話（真鍋斎監督） - 古道具屋の主人 役
- どんど晴れ
- 純情きらり
- 次郎長背負い富士
- 御宿かわせみ・第三章
- ハチロー
- 茂七の事件簿3迷い鳩
- 新南部大吉交番日記
- 介護ビジネス
- 武蔵第13話,第14話
- 結婚ラプソディ2
- ちゅらさん
- 臨死!!江古田ちゃん - おじいちゃん 役
- どうぶつ119（南雲聖一監督） - 野次馬のオジサン 役
- 火曜サスペンス劇場（日本テレビ放送網）
  - 弁護士・高林鮎子29「フレッシュひたち17号の偽証・介護に悩む娘が涙した痴呆母の夢追い子守唄」（2001年11月20日） - マンション管理人 役
  - 刑事・鬼貫八郎10「風の証言」（1999年10月12日） - 住職 役
  - 刑事・鬼貫八郎12「まだらの犬」（2001年4月3日）
  - 事件記者・三上雄太
- ぼくの妹第11話（金子文紀監督） - 柴田 役
- 待ってますわ!
- おらんだおいね
- 七人の刑事
- こちら本池上署
- 真実を追う男2
- ひなたぼっこ4
- マルサ!!東京国税局査察部
- カバチタレ!第3話
- はるちゃん4
- 座頭市物語
- 差し押さえ執行官
- 名探偵の掟第6話（七高剛監督） - 森田治 役
- 相棒Season5第6話（近藤俊明監督） - 古本屋主人 役
- 爆竜戦隊アバレンジャー第22話
- はみだし刑事情熱系3第19話
- はみだし刑事情熱系5第17話
- はぐれ刑事純情派新春スペシャル
- OL銭道
- 女と愛とミステリー・駅に佇つ人
- それぞれの断崖
- こうのとりのゆりかご〜「赤ちゃんポスト」の6年間と救われた92の命の未来〜
- ラストメール第8話（二宮浩行監督） - 今昔亭福助 役
- 勝利の女神4第1話,第5話 - 喫茶店マスター 役
- 横山秀夫サスペンス 締め出し（下山天監督） - 老人 役
- 人間昆虫記第4話（高橋泉監督） - 塗装会社社長 役

### CM
- J;COM・インフォマーシャル
- 東和薬品
- マクドナルド
- 三菱電機ビルテクノサービス
- DOMO
- サンヨー食品・カップスター
- 中古車ガリバー
- ヤマダ電機
- UCCグアルジャー/クラブ篇
- 大沢あかね/夏日千

### スチール
- ビクターゲームソフト シーバス・フィッシング（ポスター）

### 舞台
- 四十七歳の秋 雨降りしきる
- 水の村 幻想奇憚
- カラザの楽園
- 奇跡の歌姫
- 倭人伝
- 真田風雲録
- 坊ちゃん
- ブレヒト・ドラマ・リーディング セチュアンの善人

### VP
- 大塚商会 業務継続・災害対策・社長Q&A篇
- レオパレス21

### Beeテレビ
- 目を閉じてギラギラ〜一発逆転!?借金人生（冨永昌敬監督） - ひよこ食堂のオヤジ役

### Webドラマ
- グラウエンの鳥籠

### ビデオ
- 東京湾岸愚連隊
- 善戦
- 捜査四課対広域暴力団（2000年）
- サムライガール21（2001年）
- 屍体は語る
- パチンコ用心棒
- 日本統一8（2014年） - 保守党 国会議員 国対委員長 ヨコヤマ